# باول رايموند
باول رايموند (بالإنجليزية: Paul Raymond)‏ هو لاعب كرة قدم أمريكية أمريكي، ولد في 5 مايو 1986 في هايتي.